# Nefroptóza
Nefroptóza (latinsky: ren mobilis, známá též jako bludná ledvina či ptóza ledviny (pokles ledviny)) je abnormální stav, při kterém dojde k poklesu ledviny do pánevní oblasti v okamžiku, když pacient stojí. Vyskytuje se častěji u žen než u mužů.

## Příčina
Příčinou může být absence perirenálních fascií, které ledviny fixují.

## Příznaky
U většiny pacientů je nefroptóza asymptomatická. Může však být charakterizována nevolností, třesavkou, vysokým tlakem, hematurií (krev v moči) a proteinurií (bílkovina v moči). Pacienti se symptomatickou nefroptózou si často stěžují na ostré bolesti, které vystřelují do třísel. Bolest většinou odezní, když si pacient lehne.

## Diagnostika
Diagnostika vychází ze subjektivních příznaků, které pacient udává. K potvrzení dochází intravenózní urografií.

## Léčba
K fixaci ledviny lze u symptomatických pacientů použít chirurgického zákroku, tzv. nefropexe (zavěšení ledviny).